# Christophoros
„ Christophoros” је југословенски и словеначки филм први пут приказан 20. октобра 1985. године. Режирао га је Андреј Млакар а сценарио је написао Жељко Козинц.

## Улоге
| Глумац          | Улога        |
| --------------- | ------------ |
| Милена Зупанчић | Ленка        |
| Радко Полич     | Иван         |
| Борис Јух       | Мартин       |
| Милош Бателино  | Кристоф      |
| Марко Бранк     | Мали Кристоф |
| Славка Главина  | Мајка        |
| Даре Валич      | Доктор       |
| Звоне Агреж     | Озновец      |
| Павле Равнохриб |              |
| Андреј Нахтигал |              |